# Henri Lutz

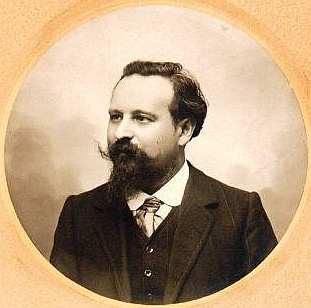
Henri Lutz

Henri Lutz (* 29. März 1864 in Biarritz; † 9. September 1919 in Paris) war ein französischer Komponist.

## Leben
Henri Lutz studierte von 1880 bis 1885 an der Musikschule von Louis Niedermeyer bei Eugène Gigout und Clément Loret, danach bei Ernest Guiraud am Pariser Konservatorium. 1890 gewann er mit der Kantate Cléopâtre nach einem Text von Fernand Beissier den Second Grand Prix de Rome. Er wirkte viele Jahre als Direktor für Musikstudien an der École Niedermeyer.
Neben Klavierstücken komponierte Lutz mehrere Opern und sinfonische Werke, die teils in den berühmten Concerts Colonne und Concerts Lamoureux uraufgeführt wurden.

## Werke
- La coeur de Hialmar, UA 1895
- Stella (nach einer Dichtung von Victor Hugo), UA 1897
- L'Ile engloutie, sinfonische Dichtung, UA 1914
- Poème pour orchestre et violon principal
- Fantaisie japonaise für Klavier, Violine, Cello und Flöte
- Lumen, Sinfonie
- Conte sinfonique
- Rapsodie havanaise für Orchester
- Emeraude, sinfonische Ode
- Rêveries, sinfonische Variationen
- Chanson de l'eau für Klavier
- Le Bois sacré für Klavier
- Inès de las Sierras, Oper
- Rolande, Oper
- Vlasta, Oper
- La Bonne Etoile, Oper